# Сюэр, Невзат
Невза́т Сюэ́р (тур. Nevzat Süer; 1926 — 23 марта 1987) — турецкий шахматист, международный мастер (1975).
Семикратный чемпион Турции (1962, 1963, 1964, 1965, 1968, 1969, 1973 гг.).
В составе сборной Турции участник восьми шахматных олимпиад (1962—1968, 1972, 1974, 1980, 1982 гг.).